# Friedrich Adolf Graf von Kalckreuth

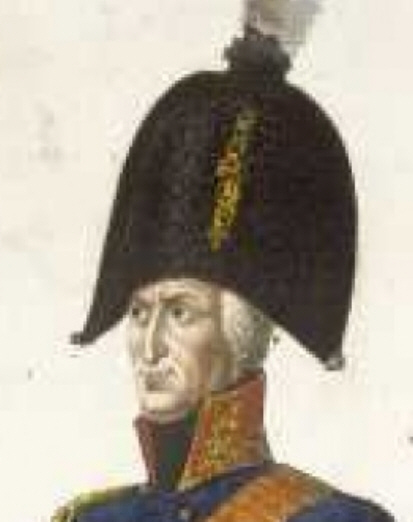
Friedrich Adolf, Conde von Kalckreuth.

Friedrich Adolf Graf von Kalckreuth (22 de febrero de 1737 - 10 de junio de 1818) fue un mariscal de campo (Generalfeldmarschall) prusiano.
Kalkreuth nació en Sotterhausen, cerca de Sangerhausen. Entró en el regimiento del Cuerpo de Guardias en 1752, y en 1758 fue adjunto o ayudante de campo del hermano de Federico el Grande, el Príncipe Enrique, con quien sirvió a lo largo de las últimas etapas de la Guerra de los Siete Años. Ganó especial distinción en la batalla de Freiberg (29 de septiembre de 1762), por la que Federico lo promovió a mayor.
Diferencias personales con el Príncipe Enrique rompieron su relación en 1766, y por muchos años Kalckreuth vivió en comparativo retiro. Participó en la Guerra de Sucesión Bávara como coronel, y al ascenso de Federico Guillermo II fue restaurado su favor. Se distinguió en gran medida como mayor-general en la invasión de los Países Bajos en 1787, y para 1792 se había convertido en conde y teniente-general. A las órdenes del Duque de Brunswick tomó parte conspicua en la campaña de Valmy en 1792, el sitio de Maguncia en 1793, y la Batalla de Kaiserslautern en 1794.
Kalckreuth fue derrotado en la Batalla de Auerstedt de 1806. En 1807 defendió Danzig durante 78 días contra los franceses a las órdenes del mariscal Lefebvre, con mucha más destreza y energía de la que había mostrado el año anterior. Fue ascendido a mariscal de campo poco después, y condujo muchas de las negociaciones en Tilsit. Murió como gobernador de Berlín en 1818.
Los Dictées du Feldmarechal Kalckreuth fueron publicados por su hijo (París, 1844).